# Matteo I Visconti
Matteo I Visconti (Invorio, 15 augustus 1250 – Creszenzago, 24 juni 1322) was de eerste niet-kerkelijke heerser uit het geslacht der Visconti's over de Heerlijkheid Milaan. Hij werd ook wel Matteo il Grande (Italiaans: Mattheus de Grote) genoemd. 

## Levensloop
Matteo was een zoon van Teobaldo Visconti en van Anastasia di Pirovano. Hij trouwde in 1269 met Bonacossa, de dochter van Scazzino Borri. Ze hadden minstens tien kinderen.
Hij werd de vertrouwensman van zijn grootoom, Oddone Visconti die hij volgde tijdens zijn ballingschap en die hij trouw diende. Toen de heersende familie della Torre eindelijk was uitgeschakeld, werd Matteo in 1287 gekozen tot kapitein van het volk, een tijdelijke gezaghebber die zes maanden lang de stadstaat bestuurde. Met de steun van zijn grootoom de aartsbisschop, werd de termijn verlengd voor onbeperkte tijd. Hij bestuurde de stadstaat en had het opperbevel over het leger.
Zijn macht groeide nog toen hij in 1290 heer van Vercelli werd en in 1292 heer van Como. In 1294 werd hij door keizer Adolf van Nassau erkend als keizerlijk plaatsvervanger in Lombardije en in 1295 trad hij volledig in de plaats van zijn overleden grootoom.
De dood van de aartsbisschop gaf nieuwe moed aan de tegenstanders van de Visconti's en op korte tijd werden aan Matteo een reeks steden ontnomen: Bergamo, Navarro, Vercelli enz. Toen zijn zoon Galeazzo trouwde met Béatrice d'Este werd de schare van vijanden nog vergroot met de heren die voor deze begeerde erfgename waren afgewezen. Alberto Scotto, heer van Piacenza nam de leiding, slaagde erin een grote coalitie in het leven te roepen, en kreeg Matteo in zijn macht, die in 1302 ontslag nam en zich op het kasteel van San Colomban bij Verona terugtrok. Alle Visconti's werden uit Milaan verbannen en de republiek werd andermaal uitgeroepen, kort daarna opnieuw overheerst door een della Torre. Visconti leefde ondertussen teruggetrokken, maar niet zonder te zinnen op weerwraak.
In 1310 kwam Keizer Hendrik VII naar Italië en Matteo werd zijn bondgenoot. Ondertussen was de ster van Guido della Torre erg getaand, en toen Hendrik in Milaan arriveerde, herstelde hij, onder algemene goedkeuring, Matteo in zijn vroegere macht. Weldra stond heel Noord-Italië onder zijn heerschappij. Hij opende de strijd met de paus vanwege een ruzie over de Milanese bisschopszetel en werd hierom bij herhaling geëxcommuniceerd door paus Johannes XII. Tegen het einde van zijn leven beangstigde dit hem zeer en begon hij zware penitentie te doen om aan de hel te ontsnappen. Hij ging resideren in een klooster en deed troonsafstand ten gunste van zijn zoon Galeazzo I Visconti.

## Kinderen van Matteo I
- Galeazzo I Visconti (1277 - 1328)
- Lucchino Visconti (1287 - 1349) huwde Fieschi Isabella
- Stefano Visconti († 4 juli 1327) huwde Valentina Doria
- Marco Visconti († 1329), podestà van Alessandria)
- Giovanni Visconti (1290 - 1354) aartsbisschop van Milaan.
- Caterina Visconti († 1311) huwde 1291 Alboino della Scala (1270 - 1311)
- Zaccarina Visconti
- Agnese Visconti († 1325)
- Floramonda Visconti († 1321)
- Beatrice Visconti